# Farní sbor Českobratrské církve evangelické v Krakovanech v Čechách
Farní sbor Českobratrské církve evangelické v Krakovanech v Čechách je sborem Českobratrské církve evangelické v Krakovanech v Čechách. Sbor spadá pod Poděbradský seniorát.
Sbor není obsazen farářem, kurátorem sboru Josef Svoboda.

## Historie sboru
Sbor byl založen jako kalvínský roku 1784. Původní dřevěná modlitebna byla roku 1805 nahrazena zděnou a kolem ní byl založen hřbitov. Roku 1835 byla postavena nová fara. Roku 1864 byla v Krakovanech založena evangelická škola.
Roku 2021 schválil synod sloučení sboru v Krakovanech se sborem v Kutné Hoře.

### Faráři sboru
- Jan Miklóš (1784–1788)
- Ondřej Szegö
- Pavel (?) Szent-Martony
- Martin Kövér (1800–1802)
- Štěpán Gaal (1805–1820)
- Jan Svoboda (1822–1825)
- Jan Košuth (1826–1866)
- Karel Molnár (1867–1884)
- Jan Emanuel Řepa (1885–1931)
- Jan Vilém Barthell (1932–1937)
- Karel Balcar (1937–1947)
- František Matula (1949–1951)
- František Matula (1951–1982)
- Miroslav Německý (2000–2010)
- Jaroslav Kučera (2010–2019)